# Puig del Monjo
El Puig del Monjo és una muntanya de 244 metres que es troba al municipi de Castell d'Aro, Platja d'Aro i s'Agaró, a la comarca catalana del Baix Empordà. Als seu vessant nord neixen diversos afluents de la Riera dels Molins, entre altres la Riera de Lloret i el Rec del Bassal Gran.